# Scramasaxe

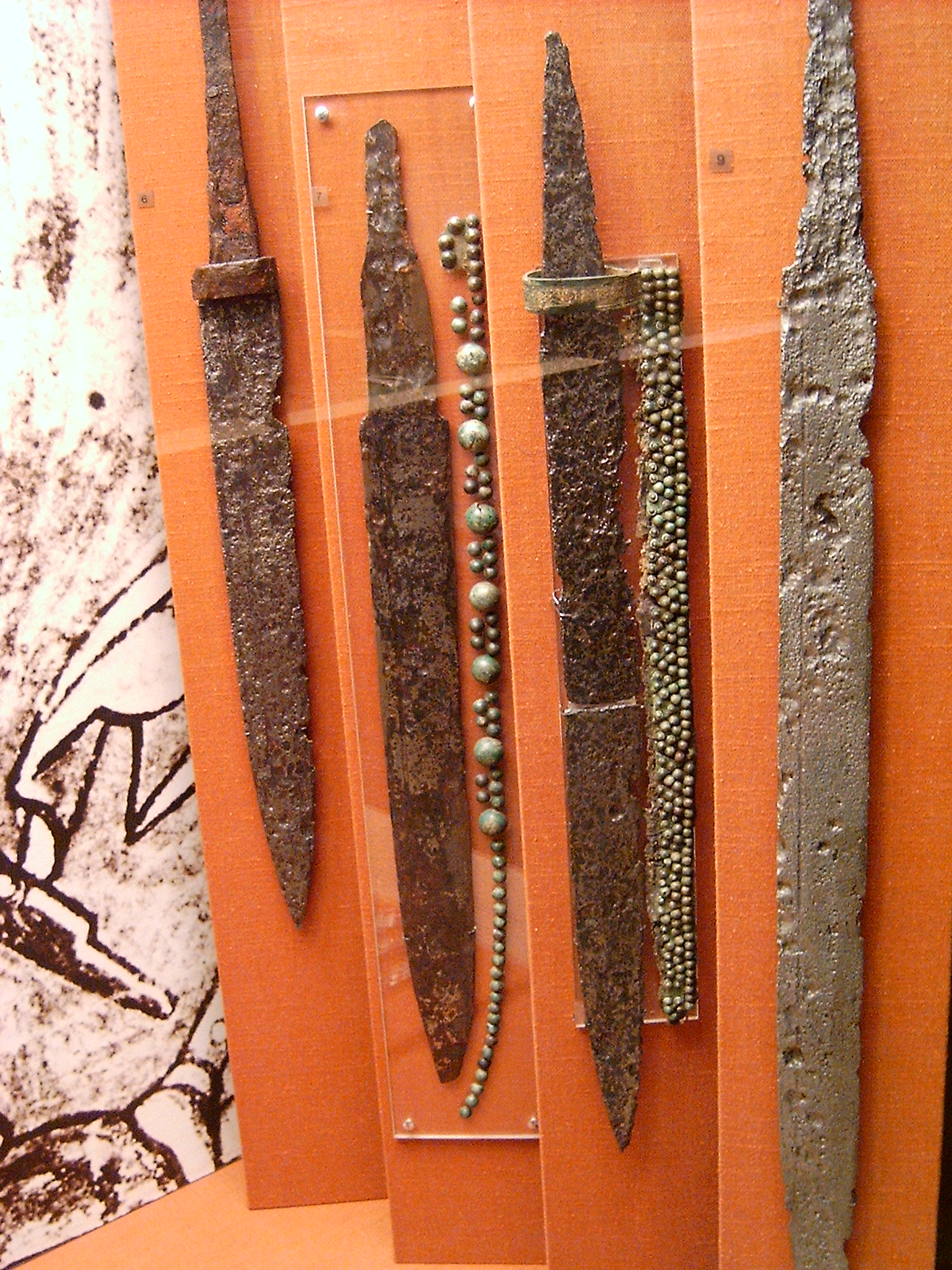
Scramasaxes mérovingiens.

Un scramasaxe est une arme blanche franque et, pour certains types, pangermanique (saxonne, viking, wisigothique, etc.). Il s'agit d'un coutelas semi-long à un tranchant long sur un côté de la lame, l'autre côté n'étant affûté qu'à son extrémité (dernier tiers de la lame environ).

## Premières sources écrites et étymologie
Le terme scramasaxe est attesté à propos du meurtre de Sigebert Ier en 575 sous la forme skramasax, chez Grégoire de Tours vers 591 : « quos vulgo scramasaxos vocant » (« qu'on appelle scramasaxe ») et dans le Liber Historiæ Francorum : « Ibi gladiatores percusserunt regem in ventrem suum duobus scramsaxiis. » (« Ici les guerriers frappèrent le roi au ventre à l'aide de deux scramasaxes »). La forme française scramasaxe apparaît en 1599 chez Fauchet (Antiquités, III, 16). Il signifierait « couteau qui entame ou qui entaille ».
Il remonte au vieux bas francique *scrâmasahs, terme non attesté.
L'élément -sax est issu du vieux bas francique *sahs, d'un germanique commun *saχsan « épée courte » → vieil anglais seax, vieux saxon et vieux haut allemand sahs, moderne Sax (ou Sachs, pluriel Saxe), qui a donné son nom aux Saxons (d'après Ptolémée) et l'élément scrama- d'un vieux bas francique *skramō « balafre » → néerlandais schram, allemand Schramme cf. suédois skråma « écorchure, égratignure ».

## Description

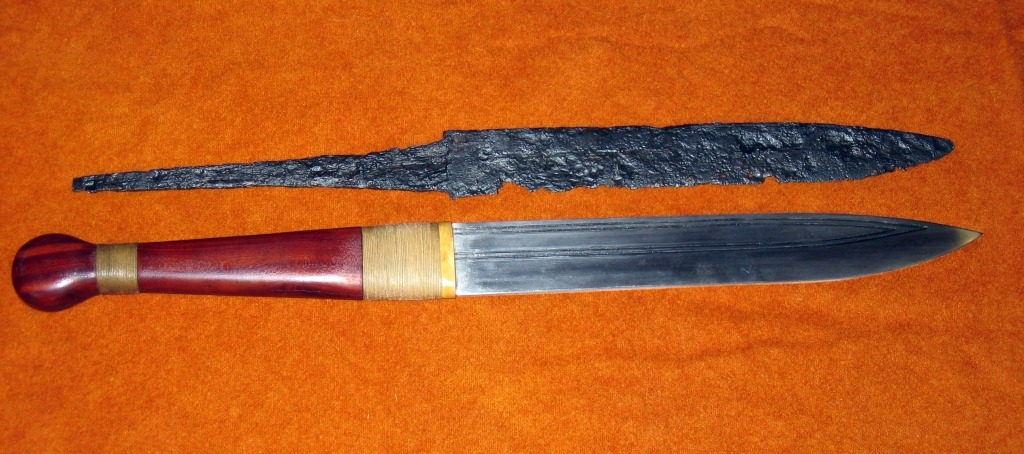
Breitsax du VIIe siècle avec essai de reconstitution

Sa longueur est comprise entre 20 cm et 1 m. Les spécialistes distinguent plusieurs types de scramasaxes :
- le Kurzsax (ou le « courtsaxe ») : lame jusqu'à 25 cm de longueur et 3 cm de largeur. On le trouve au milieu du Ve siècle dans l'espace franc, mais pas en Basse-Saxe.
- le Schmalsax I (ou le « saxe effilé ») : en moyenne long de 30 cm et 3 cm de largeur. À partir du milieu du VIe siècle. On le trouve dans l'espace franc et également en Basse-Saxe.
- le Schmalsax II : moins long que le précédent (29 cm), mais plus large, jusque 3,3 cm. À partir du dernier quart du VIe siècle. Même répartition.
- le leichter Breitsax (ou le « large saxe léger ») : en moyenne 30,5 cm de longueur de lame, pour 4,3 cm de large. À partir de la fin du VIe siècle. Ce type de saxe est plus complexe, plus élaboré et plus décoré.
- le schwerer Breitsax (ou le « large saxe lourd ») : 35,5 cm de moyenne pour une largeur de 4,9 cm. Autres caractéristiques analogues au précédent.
- le Langsax. Il est appelé en vieil anglais långseax (moderne long seax) et était destiné à un usage militaire: arme principale dans les pays de souche saxonne comme la Westphalie ou la Basse-Saxe, ailleurs arme secondaire à côté de la spatha. Sa lame mesure en moyenne 49 cm et sa largeur est de 4,2 cm. Les modèles « saxons » sont plus élaborés que les modèles « francs ». On ne le trouve pas avant le dernier quart du VIIe siècle.
- Modèles scandinaves : Ces scramasaxes ont généralement une poignée plus courte que les modèles continentaux. La lame comporte parfois des ornements en forme de sillons ou de cercles. Les découvertes effectuées au Gotland ont montré fréquemment la présence de fourreaux de bois richement décorés (Bjärs). Ils datent du Ve siècle. Des motifs animaliers typiquement germaniques sont gravés dans le métal et dans le bois, typiques du style de Vendel[2],[3].

## Caractéristiques générales
L'origine du scramasaxe est difficile à cerner, car son existence est attestée de la France à la Russie. Ce couteau fut utilisé par tous les peuples d'origine germanique, et si on le voit régulièrement sur les reconstitutions de costumes vikings, son heure de gloire a plutôt été mérovingienne.
À la fois pointu et coupant, arme et outil, c'était un peu le couteau à tout faire de l'époque. Conservé dans un fourreau de cuir simple dans lequel le manche rentre à moitié (l'arme n'ayant pas de garde), le plus souvent porté horizontalement dans le dos au niveau de la taille.

## Caractéristiques techniques
Comme toutes les armes blanches de cette époque, ses qualités de forge sont excellentes.
Les techniques métallurgiques utilisées par les Germains étaient supérieures à celles des Romains. Les forgerons mérovingiens avaient à leur disposition des métaux très variés et d’une excellente qualité. Cependant, ils ne les utilisaient que par petites quantités, car cela rendait le processus de transformation plus facile. La métallurgie mérovingienne reposait sur un principe fondamental : la juxtaposition de métaux de nuances différentes par un travail de forge. Ils étaient soudés entre eux par petites quantités, puis martelés. Ce procédé appelé corroyage permettait d'une part d'obtenir une structure feuilletée qui apportait résistance et élasticité, et d'autre part de choisir pour chaque partie des objets, la nuance de métal qui convenait le mieux à l'usage qu'on lui réservait. En ce qui concerne le scramasaxe plus particulièrement, il comprenait un corps de structure feuilletée en « sandwich », composé d'une âme d'acier sur chaque côté de laquelle était fixée, par soudure et martelage, une recharge de fer doux. Le corps était traité par cémentation pour lui donner la dureté nécessaire. Le forgeron mérovingien travaillait son fer avec de la fiente de canard, ajoutant empiriquement du manganèse.